# فلسفة غايا
فلسفة غايا (سُميت باسم إلهة الأرض لدى الإغريق القدماء) هو مصطلح شامل يرتبط على نطاق واسع بتصورات ترى أن الكائنات الحية على كوكب الأرض ستؤثر على بيئتها الطبيعية لتهيئة البيئة لملاءمة الحياة. تنص هذه الفئة من النظريات على أن جميع الكائنات الحية على الكوكب الواهب للحياة تنظم الغلاف الحيوي بالطريقة التي تعزز من صلاحيته للسكن. يعمل مفهوم الغايا على الربط بين قابلية بقاء الأنواع (ثم مسارها التطوري) وبين نفعها لبقاء الأنواع الأخرى.
بينما وُجد عدد من الأصول السابق لنظرية غايا، اقتُرحت أول صيغة علمية لتلك الفكرة من قبل الكيميائي البريطاني جيمس لوفلوك عام 1970 تحت مسمى فرضية غايا. تتعامل فرضية غايا مع مفهوم التوازن البيولوجي، وتدعي أن صور الحياة القائمة على الكوكب المُضيف تقترن ببيئتها الممثلة، وتسلك نسقاً واحدًا ذاتي التنظيم. يشمل هذا النسق أو النظام الصخورَ القريبة من السطح والتربة والغلاف الجوي. يرى العديد من العلماء اليوم، أن تلك الأفكار لا تدعمها الأدلة المتاحة ولا تتعارض معها (انظر نقد فرضية غايا). مع ذلك فإن تلك النظريات لها مكانتها المميزة في السياسة الخضراء.

## الأصول القديمة لنظرية غايا
توجد بعض الأصول الدينية والعلمية والصوفية القديمة التي تشبه الغايا في أساسها المفاهيمي أو التصوري. تمتلك كثير من الأساطير الدينية رؤية شمولية للأرض بوصفها كلاً أو وحدة كلية أكبر من مجموع أجزائها (كما هو الحال لدى بعض الديانات الأمريكية المحلية، وأشكال مختلفة من مذهب الشامانية). اعتقد لويس توماس أنه تنبغي رؤية الأرض بوصفها خلية مفردة أو وحيدة، واستمد هذه الرؤية من رؤية يوهان كبلر للأرض بوصفها كائنا مستديرا وحيدا.
اعتقد الجيولوجي وعالم الحفريات، بيير تيلهارد دو شاردن أن التطور قد انتشر من الخلية، إلى الكائن الحي، ثم إلى الكوكب، ثم إلى النظام الشمسي، ثم إلى الكون كله في خاتمة المطاف، على الرغم من أننا نحن البشر نراه من منظور محدد. أثر بعد ذلك تيلهارد في توماس بيري والعديد من المفكرين الكاثوليك ذوي النزعة الإنسانية في القرن العشرين، ويعود الفضل عمومًا في منح الفكرة مصداقية داخل الأوساط العلمية الغربية خلال القرن العشرين، إلى بوكمنستر فولر. اعتمد في ذلك على بعض ملاحظاته وأدواته التي اصطنعها، مثل خريطة ديماكسيون للأرض التي أنشأها، وقد بدأ الآخرون يتساءلون حول ما إذا كانت هناك طريقة تمنح نظرية غايا صبغة علمية. صاغ أوبرن زيل رافينهارت في عام 1970 أطروحة غايا بشكل مستقل واضح، في مقال بمجلة البيضة الخضراء.
يعتقد العديد أن تلك الأفكار لا يمكن اعتبارها فرضيات علمية؛ فمن خلال تعريف الفرضية العلمية نجد أنها تتطلب وجود توقعات أو نتائج قابلة للاختبار. وبالنظر إلى الدعاوى المذكورة في الأعلى فإنها غير قابلة للاختبار حاليًا، فهي خارج نطاق العلم الراهن. وهذا لا يعني أن تلك الأفكار غير قابلة للاختبار النظري. فكلما أمكن لأحدهم أن يجري اختبارات قابلة للتطبيق -بالنظر إلى المكان والزمان الكافي- فإن تلك الأفكار يمكن أن يُنظر إليها بوصفها افتراضات علمية. إن تلك الأفكار هي تخمينات، لذا يمكن اعتبارها فقط فلسفة اجتماعية أو سياسية، وقد يكون لها تأثير على اللاهوت مثلما صاغ الأمر كلا من زيل رافينهارت واسحق بونوتس.

## نطاق الآراء حول غايا
توجد سلسلة من فروض غايا وفقًا لجيمس كرشنر تتدرج بين الرؤى التي لا يمكن إنكارها وبين الرؤى الراديكالية. فثمة تقرير لا يمكن إنكاره يرى أن الكائنات الحية على الأرض قد غيرت تركيبها بشكل جذري. تكمن الرؤية أو الموقف الأقوى في أن الغلاف الجوي للأرض يسلك كما لو كان نظامًا أو نسقًا ذاتي التنظيم، إذ يعمل بتلك الطريقة لكي يحتفظ ببعض الاتزان داخل نظامه، ما يساعد على الحياة. يرى العديد من العلماء هذه الآونة بأن مثل تلك الرؤية (وأي رؤى للمواقف القوية) لا تُرجَّح صحتها. حتى في الدعوى ذات الموقف القوي التي ترى أن جميع صور الحياة جزء من كائن أو موجود كوكبي وحيد يسمى غايا، سنجد في تلك الرؤية أن الغلاف الجوي والبحار والقشرة الأرضية، ستكون نتيجةً لتدخلات قامت بها غايا من خلال التنوع المشترك للكائنات الحية.
ترى الصيغة الأكثر تطرفًا من نظرية غايا، أن الأرض بأكملها كائن مفرد وحيد يمتلك عقلا فائق الذكاء نشأ بوصفه خاصية منبثقة من الغلاف الحيوي ككل. يؤثر الغلاف الحيوي للأرض بوعي -وفقًا للرؤية السابقة- على المناخ لتهيئة الظروف لملاءمة أكثر للحياة. يؤكد العلماء أنه لا يوجد دليل على الإطلاق يدعم تلك الرؤية السابقة التي نشأت في الأساس نتيجة عدم فهم كثير من الناس لمفهوم التوازن. يرى غير العلماء بشكل خاطئ غريزي أن التوازن عملية تتطلب التحكم الواعي. وعادة ما تعتبر المداخل التأملية لغايا، كالمداخل التي تعتقد أن الأرض بالفعل واعية ذات شعور وذكاء عاليين، فتخرج عن نطاق ما يُعتبر في المعتاد علمًا.

## غايا في العلوم الاجتماعية
ترى وجهة نظر العلوم الاجتماعية في نظرية غايا، دور البشر بوصفهم أنواعا للعناصر الأساسية التي يمكن أن تكون قادرة على تحقيق الاتزان العالمي. بينما يعتنق القليل من العلماء الاجتماعيين -الذين يستلهمون الأمر من الرؤى العضوية للمجتمع- فلسفة غايا بوصفها أسلوبًا لشرح الترابطات بين الإنسان والطبيعة، إذ يلتزم أغلب العلماء الاجتماعيين المحترفين أكثر باستقصاء الطريقة التي تُستخدم بها فلسفة غايا والطريقة التي ترتبط بها مع الأقسام الفرعية للمجتمع. فيبحث على سبيل المثال آلان مارشال من قسم العلوم الاجتماعية بجامعة ماهيدول، في الطريقة التي تُستخدم بها فلسفة غايا وطريقة دفاع البيئيين والروحيين والمديرين والاقتصاديين والعلماء والمهندسين عنها (انظر كتاب وحدة الطبيعة 2002، طبعة الجامعة الملكية: لندن وسنغافورة). تخلى العلماء الاجتماعيون أنفسهم في ستينات القرن العشرين، عن الأفكار الخاصة بأنساق المجتمع، منذ أن فُسرت على أنها داعمة للنزعات المحافظة الرجعية.

## غايا في السياسة
يُسمي بعض علماء البيئة السياسيين الراديكاليين أنفسهم باسم الغايين، عندما يعتنقون بعض الصيغ من نظرية غايا. فيسعون بكل نشاط إلى استرداد التوازن الأرضي كلما رأوا أنه خرج عن هذا الاتزان، على سبيل المثال منع التغير المناخي الذي يتسبب فيه الإنسان بانقراض الرئيسيات، أو فقدان الغابات المطيرة. يسعون في الواقع، إلى التعاون لكي يصبح النظام أو النسق واعيًا لجعل الظروف أكثر ملاءمة للحياة.
يطرح توني بوندس الأمر في كتابه، مجتمع كونسيفيا، وهو أنه إذا كان غايا كائناً حياً، ستكون المجتمعات أيضًا كائنات حية. يؤدي هذا إلى فهمنا لغايا بطريقة يمكن استخدامها لخلق مجتمع أفضل وتصميم نظام سياسي أفضل. يستخدم المثقفون الآخرون في الحركة البيئية مثل إدوارد جولدسميث غايا بطريقة مختلفة تمامًا، فلكي تثبت الدعوى القائلة بأن تركيز غايا ينصب على الاتزان الطبيعي والمقاومة والمرونة، يتعين محاكاتها لتصميم نظام سياسي محافظ (كما هو الحال في الاستقصاء الموجود بكتاب آلان مارشال، وحدة الطبيعة 2002).
لا يسأل الغايون بشكل سلبي عن (ما الذي يحدث؟)، لكن بالأحرى (ماذا ستفعل بعد ذلك)، على سبيل المثال في التأريض أو استصلاح الأرض، أو في هندسة المناخ، أو حتى على مستوى مصغر مثل التشجير. يمكن للتغيرات المخططَة المقبولة عند العديد من الأشخاص أن تكون معتمدة للغاية كما هو الحال في الإيكولوجيا الحضرية، وخصوصًا الإيكولوجيا الصناعية.  

## غايا في الدين
يوجد كتابان من تأليف اللاهوتية الإيكولوجية آن فريمافيسي حول موضوع فرضية غايا واللاهوت. ويوجد أيضًا كتاب اللاهوتية الباحثة النسوية روزماري ردفورد رثر، بعنوان غايا والرب: لاهوت نسوي إيكولوجي من أجل شفاء الأرض. وكتب العديد من مؤلفي حركة العصر الجديد، كتبًا تمزج بين تعاليم العصر الجديد وفلسفة غايا. يُعرف ذلك باسم حركة العصر الجديد للغايا، ويشار في الغالب إلى تلك الحركة باسم نزعة الغايا أو ديانة الغايين. يدفع هذا الجانب الروحي الشامل المتسع من فلسفة غايا إلى توافقها مع الأديان الأخرى، مثل الطاوية، والوثنية الجديدة، ووحدة الوجود، والديانات اليهودية المسيحية، والعديد من الديانات الأخرى.